# فرتوناتو بالیانی
فرتوناتو بالیانی (ایتالیایی: Fortunato Baliani؛ زادهٔ ۶ ژوئیهٔ ۱۹۷۴) دوچرخه‌سوار اهل ایتالیا است. وی در مسابقات جیرو دیتالیا شرکت کرده است.